# Diego Galanternik
Diego Martín  Galanternik (Buenos Aires, Argentina, 27 de febrero de 1991) es un futbolista argentino. Juega como arquero y su primer equipo fue Racing Club

## Trayectoria
Tras la partida de Mauro Dobler del club de Avellaneda, Galanternik se convirtió en el arquero de la reserva de Racing Club en 2012. Sin embargo, una lesión de Sebastián Saja y la subsiguiente expulsión del segundo arquero del equipo, Jorge De Olivera, le abrió las puertas a Galanternik, que debutó oficialmente con el primer equipo de La Academia el 9 de septiembre de 2012, en la derrota de Racing Club por la sexta fecha del Torneo Inicial 2012 ante Belgrano por 1 a 0. A pesar de la derrota, tanto el entrenador de Racing, Luis Zubeldía, como el arquero rival Juan Carlos Olave destacaron la actuación del arquero debutante.
El 31 de julio realizó su primera práctica en Tiro Federal, donde llegó a préstamo por un año. Luego de una temporada en la que alternó buenas actuaciones fue transferido al Club Sportivo Belgrano de San Francisco de la provincia de Córdoba

## Clubes
| Club                    | País      | Año       | PJ | Goles |
| ----------------------- | --------- | --------- | -- | ----- |
| Racing                  | Argentina | 2012-2013 | 1  | 0     |
| Tiro Federal de Rosario | Argentina | 2013-2014 | 0  | 0     |
| Sportivo Belgrano       | Argentina | 2014-2015 | 21 | 0     |
| Brown de Adrogué        | Argentina | 2016      | 0  | 0     |
| Club Luján              | Argentina | 2016      | 0  | 0     |